# ماهامان سيسيه
ماهامان سيسيه (بالفرنسية: Mahamane Cissé) هو لاعب كرة قدم كونغولي ومالي في مركز الوسط، ولد في 27 ديسمبر 1993 في أنسونغو في مالي. شارك مع منتخب مالي تحت 20 سنة لكرة القدم ومنتخب النيجر لكرة القدم. أما مع النوادي، فقد لعب مع النادي الرياضي بكالوني وإيه سي ليوباردز ونادي أوتوهو ونادي دجوليبا.

## وصلات خارجية
- ماهامان سيسيه على موقع قاعدة بيانات كرة القدم.إي يو (الإنجليزية)
- ماهامان سيسيه على موقع ناشيونال فوتبول تيمز (الإنجليزية)
- ماهامان سيسيه على موقع Soccerway.com (الإنجليزية)